# Paweł Giustiniani
Paweł Giustiniani (ur. 15 czerwca 1476 w Wenecji, zm. 28 czerwca 1528 w Rzymie, imię świeckie Tomasz) – błogosławiony katolicki, reformator zakonu kamedułów.
W 1510 roku wstąpił do wspólnoty Camaldoli. W tym czasie istniały liczne problemy i nieporozumienia w przestrzeganiu reguły zakonnej monastycznego między pustelnikami a mnichami monastycznymi w Camaldoli, których przeor generalny Pietro Delfino nie był w stanie rozwiązać. Giustiniani był przyjacielem papieża Leona X, który przyznał mu uprawnienia do przeprowadzenia reformy zakonu. Został wybrany przełożonym eremu i Camaldoli w 1516 roku, po czym wprowadzał reformy, ostatecznie skodyfikowane w Regula Vitae Eremiticae wydanej w 1520 roku.
Mimo to nadal spotykał się z nieporozumieniami i sprzeciwem wobec swoich działań, wskutek czego odszedł wraz z kilkoma innymi pustelnikami, aby utworzyć odrębną grupę, która później przekształciła się w autonomiczną kongregację.
W Kościele rzymskokatolickim czczony jest jako błogosławiony. Jego wspomnienie liturgiczne obchodzone jest przez zakon kamedułów 25 lipca, a w innych miejscach 28 lipca.